# Sphenomorphini
Sphenomorphini – plemię jaszczurek z podrodziny Lygosominae w obrębie rodziny scynkowatych (Scincidae).

## Zasięg występowania
Plemię obejmuje gatunki występujące w południowej i południowo-wschodniej Azji, Australazji i Ameryce Północnej.

## Podział systematyczny
Do plemienia należą następujące rodzaje: 

- Alpinoscincus Slavenko, Tamar, Tallowin, Kraus, Allison, Carranza & Meiri, 2021
- Anomalopus Duméril, 1851
- Calorodius Torkkola, Worthington Wilmer, Hutchinson, Couper & Oliver, 2022 – jedynym przedstawicielem jest Calorodius thorntonensis (Greer, 1983)
- Calyptotis De Vis, 1886
- Coeranoscincus Wells & Wellington, 1985
- Coggeria Couper, Covacevich, Masterson & Shea, 1996 – jedynym przedstawicielem jest Coggeria naufragus Couper, Covacevich, Masterson & Shea, 1996
- Concinnia Wells & Wellington, 1984
- Ctenotus Storr, 1964
- Eremiascincus Greer, 1979
- Eulamprus Fitzinger, 1843
- Fojia Greer & Simon, 1982 – jedynym przedstawicielem jest Fojia bumui Greer & Simon, 1982
- Glaphyromorphus Wells & Wellington, 1984
- Gnypetoscincus Wells & Wellington, 1984 – jedynym przedstawicielem jest Gnypetoscincus queenslandiae (De Vis, 1890)
- Hemiergis Wagler, 1830
- Insulasaurus Taylor, 1925
- Isopachys Lönnberg, 1916
- Kaestlea Eremchenko & Das, 2004
- Larutia Böhme, 1981
- Leptoseps Greer, 1997
- Lerista Bell, 1833
- Lipinia Gray, 1845
- Lobulia Greer, 1974
- Nangura Couper, Covacevich & James, 1993 – jedynym przedstawicielem jest Nangura spinosa Couper, Covacevich & James, 1993
- Neopalaia Deshmukh, 2024 – jedynym przedstawicielem jest Neopalaia pulchra (Boulenger, 1903)
- Notoscincus Fuhn, 1969
- Nubeoscincus Slavenko, Tamar, Tallowin, Kraus, Allison, Carranza & Meiri, 2021
- Ophioscincus Peters, 1873
- Ornithuroscincus Slavenko, Tamar, Tallowin, Kraus, Allison, Carranza & Meiri, 2021
- Otosaurus Gray, 1845 – jedynym przedstawicielem jest Otosaurus cumingii Gray, 1845
- Papuascincus Allison & Greer, 1986
- Parvoscincus Ferner, Brown & Greer, 1997
- Pinoyscincus Linkem, Diesmos & Brown, 2011
- Praeteropus Hutchinson, Couper, Amey & Wilmer, 2021
- Prasinohaema Greer, 1974
- Protoblepharus Mirza, Bragin, Bhosale, Gowande, Patel & Poyarkov, 2022
- Saiphos Gray, 1831 – jedynym przedstawicielem jest Saiphos equalis (Gray, 1825)
- Scincella Mittleman, 1950
- Silvascincus Skinner, Hutchinson & Lee, 2013
- Sphenomorphus Fitzinger, 1843
- Suppressascincus Wells & Wellington, 1988 – jedynym przedstawicielem jest Suppressascincus pluto (Ingram, 1977)
- Tropidophorus Duméril & Bibron, 1839
- Tumbunascincus Skinner, Hutchinson & Lee, 2013 – jedynym przedstawicielem jest Tumbunascincus luteilateralis (Covacevich & McDonald, 1980)
- Tytthoscincus Linkem, Diesmos & Brown, 2011